# Djoulol Bocki
Djoulol Bocki (Djoulol Boucki) est un village du Cameroun situé dans le département de la Bénoué et la région du Nord, pour lequel la pêche constitue une activité importante. Djoulol Bocki se situe au nord de Lagdo et fait partie de la commune de Lagdo.

## Population
Le nombre d’habitants était de 1891 d’après le recensement de 2005. D’après le Plan Communal de Développement de Lagdo daté de 2015, le nombre d’habitants de Louggol était de 2976.